# MM학원 합창부
MM학원 합창부(일본어: MM学園 合唱部)는 애니메이션《완소! 퍼펙트 반장》의 그룹이다.

## 멤버
- THE 폿시보
  - 모로즈카 카나미
  - 하시모토 아이나
  - 아키야마 유리카
  - 오카다 로빈 쇼코
  - 고토 유키
- 캬나리클럽
  - 오가와 마나 (오가마나(おがまな))※ 키타가미 미미 역할
  - 다카다 아유미 (아유베(あゆべえ))
  - 우치다 유마 (우치(うっちぃ))
  - 오카다 레이코 (오컁(おっきゃん))
  - 니와 미키호 (니키(みっきー))
  - 오오우라 이쿠코 (이쿠치(いくっち))
  - 마츠이 유리에 (마쨩(まっちゃん))
  - 모치다 치히라 (치이쨩(ちーちゃん))
- 톳키
- 카렌
- 하시구치 에리나 (에리나(えり〜な))

## 음악

### 싱글
1. めちゃモテ I LOVE YOU (2009년 5월 20일, 애니메이션「완소! 퍼펙트 반장」두 번째 오프닝 테마)
  - 커플링 : キレイになりたい
2. めちゃモテ!サマー (2009년 7월 15일, 애니메이션「완소! 퍼펙트 반장」두 번째 엔딩 테마)
  - 커플링 : 乗ってるかぁ～い!
3. 大好きになれっ!／こころ 君に届け (2009년 10월 21일, 애니메이션「완소! 퍼펙트 반장」두 번째 오프닝 테마)
  - MM3 (토죠 우시오, 니시자키 아오, 나구모 나미토)와의 양 A면 싱글. 커플링 곡은 없음.
4. 元気になれっ! (2010년 1월 20일, 애니메이션「완소! 퍼펙트 반장」네 번째 엔딩 테마 → 세 번째 오프닝 테마)
  - 커플링 : モテレッチソング
5. 君が主役さっ!／この手の中に (2010년 6월 16일, 애니메이션「완소! 퍼펙트 반장」네 번째 오프닝 테마)
  - MM3 (토죠 우시오, 니시자키 아오, 나구모 나미토)와의 양 A면 싱글. 커플링 곡은 없음.
6. めちゃモテたいっ! (2010년 8월 18일, 애니메이션「완소! 퍼펙트 반장」다섯 번째 엔딩 테마)
  - 커플링 : モテレッチソング2
7. おしゃれ マイドリーム／エレガントガール (2010년 10월 13일, 애니메이션「완소! 퍼펙트 반장」다섯 번째 오프닝 테마)
  - 히무로 이부 (CV 스가야 리사코/Berryz코보)와의 양 A면 싱글. 커플링 곡은 없음.

※ 세 번째 싱글부터는 키타가미 미미 with MM학원 합창부 명의.

### 싱글V
1. めちゃモテ!サマー (2008년 8월 5일)

### 앨범
1. めちゃヒット曲集① (2010년 3월 3일)
2. めちゃヒット曲集② (2011년 1월 12일)

### DVD
1. めちゃモテ文化祭♡ライブ (2010년 2월 17일)
2. めちゃモテ委員長歌謡祭2010「みんなで歌いますわっ!」(2010년 12월 22일)
3. めちゃモテライブ2010秋 (2011년 1월 7일)
4. つんく♂THEATER 第9弾 ～めちゃモテ劇場～ めちゃモテ委員長VSめちゃモテ反対委員会ですわっ! (2011년 3월 9일)